# 바카날리아

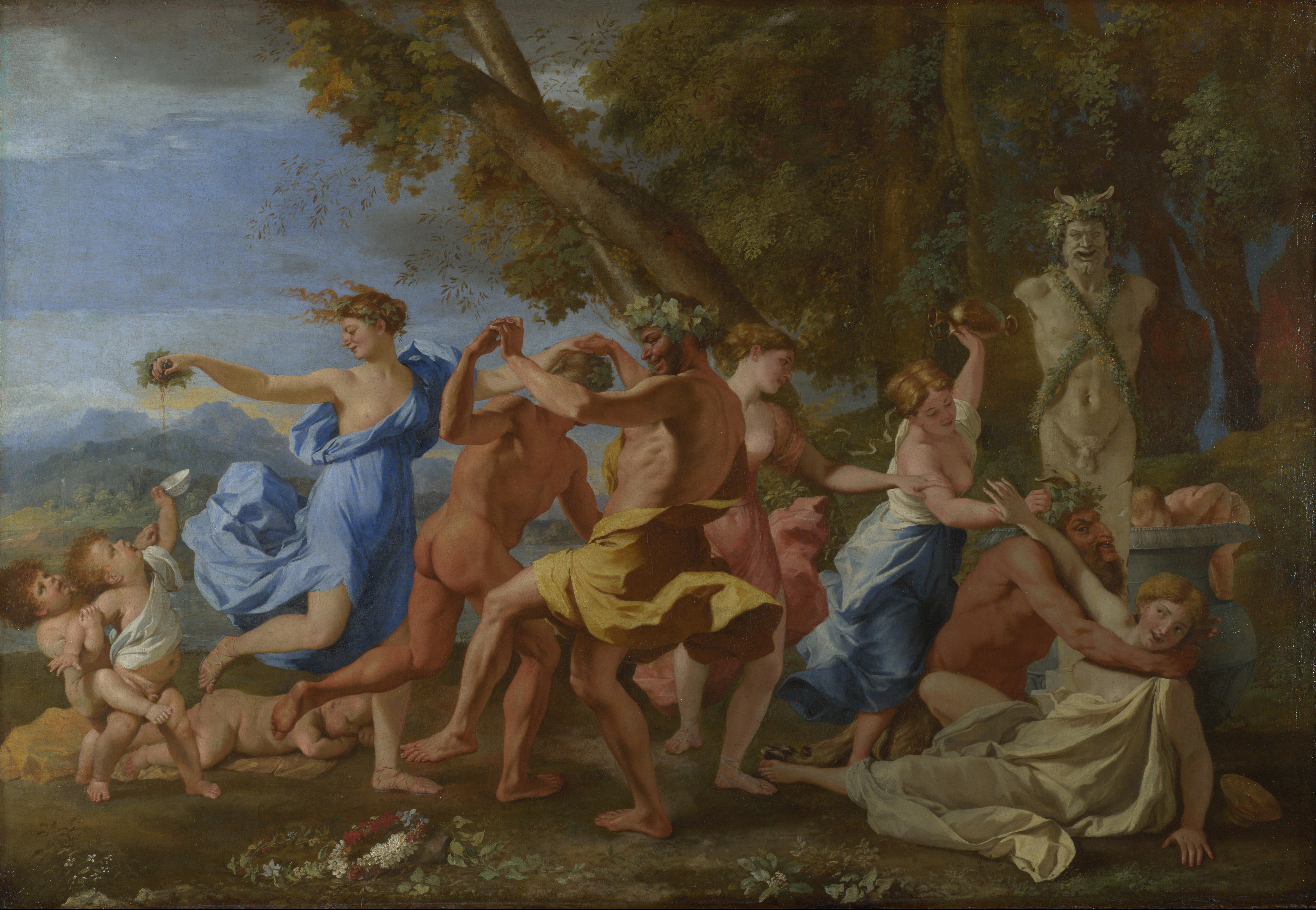

바카날리아(Bacchanalia)는 로마의 신 바쿠스를 모시는 비밀의례이다. 바카날리아는 그리스 디오니시아의 다양한 황홀한 요소를 기반으로 한 비공식적인 민간 자금 지원을 받는 로마의 인기 있는 바쿠스 축제였다. 그들은 거의 확실하게 로마의 토착 종교인 리베르와 관련이 있었고, 아마도 기원전 200년경에 로마 자체에 도착했을 것이다. 고대 세계의 모든 신비 종교와 마찬가지로 그들의 의식에 대해서는 알려진 바가 거의 없다. 그들은 중부 및 남부 이탈리아 반도 전역에서 인기 있고 잘 조직된 것으로 보이다.
사건이 있은 지 약 200년 후에 쓰여진 리비는 광란의 의식, 남녀, 모든 연령대 및 모든 사회 계층의 성적 폭력적인 시작과 함께 바카날리아에 대한 스캔들이 많고 매우 다채로운 설명을 제공한다. 그는 국가에 대한 살인적인 음모의 도구로서 숭배를 나타낸다. 리비는 7,000명의 컬트 지도자와 추종자들이 체포되었으며, 대부분이 처형되었다고 주장한다. 리비는 바카날리아 스캔들이 로마의 냉혹한 도덕적 타락의 여러 징후 중 하나라고 믿었다. 현대학자들은 리비의 주장에 회의적인 접근을 한다.
숭배는 금지되지 않았다. 기원전 186년에 바카날리아를 개혁하기 위한 상원 입법은 사형의 위협 하에 그들의 규모, 조직, 사제직을 통제하려고 시도했다. 이것은 리비가 묘사하는 종류의 끔찍하고 극적인 소문에 의한 것이 아니라 제2차 포에니 전쟁(기원전 218-201년)의 장기간의 사회적, 정치적, 군사적 위기 이후 로마와 그 동맹국에 대한 시민적, 도덕적, 종교적 권위를 주장하려는 상원의 결의 때문일 수 있다. 개혁된 바카날리아 의식은 리베랄리아 축제와 통합되었을 수 있다. 바쿠스, 리베르, 디오니소스는 공화정 시대 말기(기원전 133년 이후)부터 사실상 상호 호환이 가능해졌고, 이들의 신비한 숭배는 로마 제국 시대에도 잘 지속되었다.

## 같이 보기
- 마이나스